# HNK Segesta Sisak
Pour les articles homonymes, voir HNK et Segesta (homonymie).
Le HNK Segesta Sisak est un club croate de football basé à Sisak, fondé en 1906.

## Bilan sportif

### Palmarès
- Coupe Intertoto
  - Finaliste : 1996

### Bilan européen
Le HNK Segesta participe à la Coupe Intertoto 1996 et termine premier du groupe 6 composé de l'Örgryte IS, du FC Lucerne, du Stade rennais FC et de l'Hapoël Tel-Aviv. Il élimine le club suédois de l'Örebro SK avant de s'incliner en finale face aux Danois du Silkeborg IF.
Note : dans les résultats ci-dessous, le score du club est toujours donné en premier.
| Saison | Compétition     | Tour         | Club            | Domicile | Extérieur | Total   |
| ------ | --------------- | ------------ | --------------- | -------- | --------- | ------- |
| 1996   | Coupe Intertoto | Groupe 6     | Örgryte IS      | 1 - 1    | N/A       | Premier |
| 1996   | Coupe Intertoto | Groupe 6     | Hapoël Tel-Aviv | N/A      | 3 - 1     | Premier |
| 1996   | Coupe Intertoto | Groupe 6     | Stade rennais   | 2 - 1    | N/A       | Premier |
| 1996   | Coupe Intertoto | Groupe 6     | FC Lucerne      | N/A      | 1 - 0     | Premier |
| 1996   | Coupe Intertoto | Demi-finales | Örebro SK       | 4 - 0    | 1 - 4     | 5 - 4   |
| 1996   | Coupe Intertoto | Finale       | Silkeborg IF    | 1 - 2    | 1 - 0     | 2 - 2E  |

Légende
- Victoire ou qualification pour le tour suivant
- Match nul
- Défaite ou élimination de la compétition